# Щитонога черепаха шестигорба
Щитонога черепаха шестигорба (Podocnemis sextuberculata) — вид черепах з роду Щитоногі черепахи родини Щитоногі черепахи. Інша назва «річкова щитонога черепаха».

## Опис
Загальна довжина карапаксу досягає 31,7 см, ваги 3,2 кг. Спостерігається статевий диморфізм: самиці більші за самців. Голова невелика, широка. Карапакс куполоподібний. Найбільш широке місце за центром. Кіль проходить по середині карапаксу. Ширина 2-го хребетного щитка більше довжини. Міжтім'яний щиток довгий і розділяє тім'яні щитки. Присутні дрібні підочні щитки. На підборідді є 1—2 вусика. Пластрон великий. З обох боків пластрона розташовано по 3 горбика. Звідси походить назва цієї черепахи.
Голова оливкового або червоно-коричневого забарвлення з кремовими щелепами. Шия темно-сіра або маслинова зверху і більш яскраво забарвлена знизу. Колір карапаксу сірий або оливково-коричневий. Забарвлення пластрону коливається від жовтого до сірого або коричневого. Кінцівки сіро-оливкові.

## Спосіб життя
Полюбляє струмки, річки, лагуни. Харчується водними рослинами та рибою.
Сезон відкладання яєць триває з червня по грудень. У сезон буває по 2 кладки. Самиця відкладає 7—22 еліптичних яйця розміром 34—44x24—30 мм. Інкубаційний період триває від 48 до 64 днів. Розмір новонароджених черепашенят становить 45—47 мм, вага 8,5—24 г.

## Розповсюдження
Мешкає у басейні річки Амазонка: на півночі Бразилії, південному сході Колумбії і північному сході Перу.